# 페르셀라 라몽간
페르셀라 라몽간(Persatuan Sepak Bola Lamongan)은 인도네시아의 축구 팀이다. 현재 리가 2에 참가하고 있다.

## 선수 명단

### 현역
참고: FIFA 자격 규정에 따라 소속된 국가대표팀 국기를 표시합니다. 선수는 복수의 FIFA 비회원국 국적을 가지고 있을 수 있습니다.
| 번호 | 포지션 | 국적 | 이름                 |
| ---- | ------ | ---- | -------------------- |
| 11   | FW     |      | 루크만 아메드 샤이부 |

| 번호 | 포지션 | 국적 | 이름 |
| ---- | ------ | ---- | ---- |